# Істрополітанський університет
Істрополітанський Університет (лат. Universitas Istropolitana), від XVI століття помилково називаний Істрополітанська Академія (лат. Academia Istropolitana), (1465/1467 — 1491) у Пресбургу (Братиславі), був найстарішим університетом, заснованим на території Словаччини.
Назва Istropolis (прикм. Istropolitana) — грецька назва Братислави, що означає «місто на Дунаї» (Ister = Дунай; Polis = місто).

## Історія
Від заснування Матяшом Корвіном Істрополітанського Університету 1465 року розпочалася історія вищої освіти на території сучасної Словаччини. Цього року на прохання Матяша Корвіна папа Павло II доручив Яношу Вітезу та Яну Паннонію з Чазми відкриття університету в Угорщині (єдиного на той час, однак не першого історично). Матяш Корвін ухвалив рішення про розміщення університету в Пожонах.

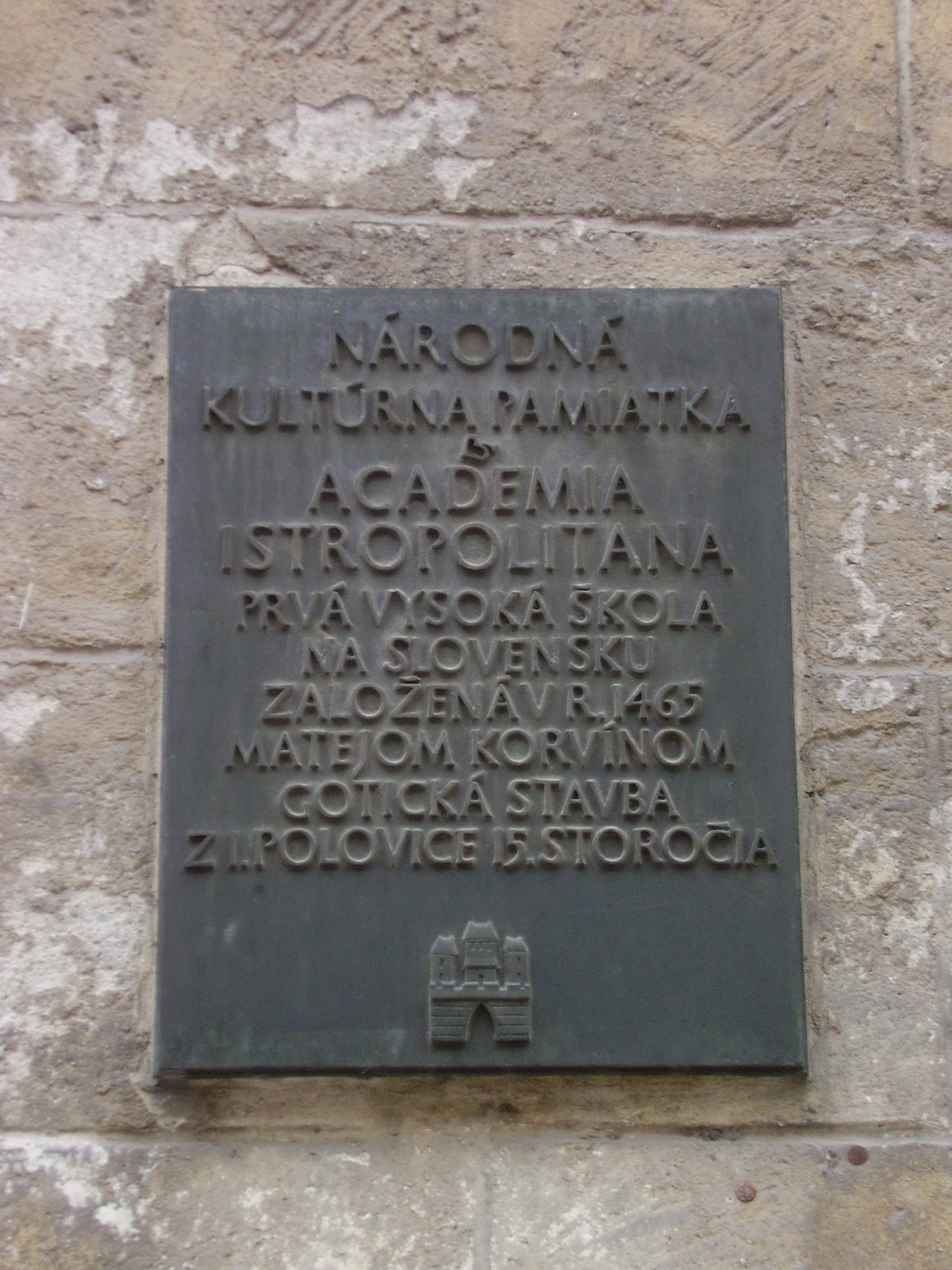
Меморіальна дошка на будівлі Істрополітанського Університету

За два роки (1467) почалась діяльність чотирьох факультетів: богословського, юридичного, медичного та філософського. В університеті панувала гуманістична та антисхоластична атмосфера, велика увага приділялась природознавчим наукам, математиці, астрономії й медицині. До 1472 року університет очолювали Янош Вітез і братиславський препошт Юрай фон Шенберг.
Перші викладачі Істрополітанського університету були з Віденського університету, згодом — із Італії та Польщі (Кракова). У 1467—71 роках в Університеті працював відомий німецький математик, астролог і астроном Йоганн Мюллер (Регіомонтан). Професори вищої школи використовували книжки з багатого бібліотечного зібрання братиславського капітула.
У 1472 році Янош Вітез був ув'язнений у покарання за організацію разом з Яном Паннонієм у 1471—72 роках змови, в результаті якої польський король Казимир IV мав отримати угорський трон. Після цього чимало викладачів залишили Братиславський університет.
Після взяття Корвіном Відня (1485) та смерті Юрая фон Шенберга (1486) почався поступовий занепад університету в Пожонах (Пресбурзі). Остаточно він припинив діяти у 1488—90 роках, і був закритий по смерті Матяша Корвіна, котрий власне і фінансував цей навчальний заклад.
У теперішній час у будівлі, де розміщувався Істрополітанський університет (Істрополітанська Академія), міститься театральний факультет Братиславського Університету музичних мистецтв.